# Narayani
Narayani – gaun wikas samiti w zachodniej części Nepalu w strefie Lumbini w dystrykcie Nawalparasi. Według nepalskiego spisu powszechnego z 2001 roku liczył on 1449 gospodarstw domowych i 8044 mieszkańców (4234 kobiet i 3810 mężczyzn).